# 洪山宝塔
30°32′09″N 114°20′12″E / 30.53583°N 114.33667°E
洪山宝塔位于湖北省武汉市武昌区洪山南坡，宝通寺东北，是一座元代所建的砖石结构仿木楼阁式塔。1956年，列为第一批湖北省文物保护单位。
洪山宝塔始建于元至元十七年（1280年），至元二十八年竣工，是为纪念灵济慈忍大师所建，初名灵济塔。明成化二十一年（1485年），塔随寺改名为宝通塔。因坐落洪山，后人又称洪山宝塔。洪山宝塔七层八角，为砖石结构仿木楼阁式塔，通高44.1米，基宽37.3米，顶宽4.3米。